# Mihăiță Pleșan
Mihăiță Pleșan (n. 19 februarie 1983, Moldova Nouă, România) este un fotbalist român retras din activitate.

## Cariera
Unul dintre tinerele talente ale fotbalului românesc, Mihăiță Pleșan s-a evidențiat la FC Universitatea Craiova, echipă cu care a debutat în prima divizie. S-a transferat la Steaua de la FC Timișoara, în vara anului 2007, după ce evoluase deja în două partide de campionat cu timișorenii. Ghinionul a făcut să se accidenteze în al treilea meci disputat pentru Steaua, o fractură împiedicându-l să joace până în ianuarie 2008. A mai evoluat pentru FC Universitatea Craiova, Dinamo București și FC Timișoara.
Punctul culminant al carierei sale internaționale a fost golul marcat în amicalul România-Germania, disputat în aprilie 2004 pe stadionul Giulești. A început o cursă de la mijlocul terenului, a driblat toți fundașii adverși și a marcat primul gol al partidei câștigate de România cu 5-1, gol ales ca fiind cel mai frumos al zilei de către Eurosport. A urmat transferul la Dinamo București unde nu a reușit să convingă și nu a prins decât 12 meciuri. Dorit cu insistență de Gheorghe Hagi, acesta a acceptat propunerea de transfer la FC Timișoara. Din nefericire pentru el, a fost mai mult accidentat și nu a reușit să prindă decât 30 meciuri în 2 sezoane. După un început de sezon 2007 în forță, Gheorghe Hagi reușește să-l aducă la Steaua București pentru care a evoluat până în iunie 2010.
Pleșan nu a fost un jucător pe placul suporterilor din Ghencea, din cauza accidentărilor sale dese și de lungă durată, și a intrat în conflict cu aceștia.
În vara anului 2010 a fost aproape de un transfer la echipa franceză AC Arles-Avignon, dar înțelegerea a picat în ultimul moment. A acceptat apoi oferta venită din partea formației ruse de ligă secundă Volga Nijni Novgorod cu care a semnat un contract pentru două sezoane.

## Gol la națională
| # | Dată            | Stadion                               | Adversar | Scor | Rezultat | Competiție |
| - | --------------- | ------------------------------------- | -------- | ---- | -------- | ---------- |
| 1 | 28 aprilie 2004 | Stadionul Giulești București, România | Germania | 1–0  | 5–1      | Amical     |

## Performanțe internaționale
A jucat pentru Steaua București în grupele UEFA Champions League, contabilizând un meci în această competiție.